# Lincity

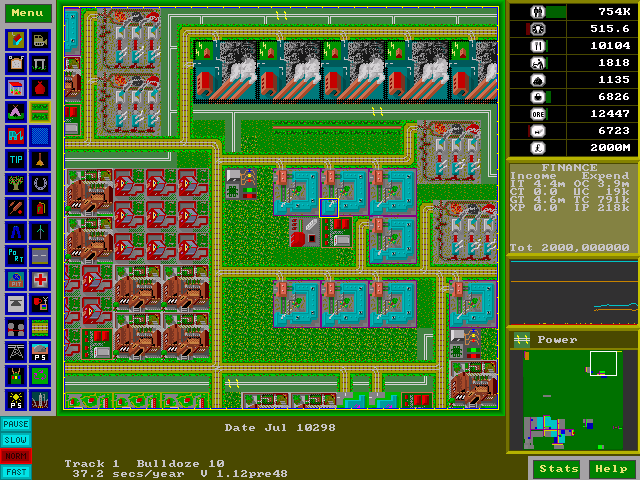
オリジナルの LinCity プレイ画面

Lincity（リンシティー）は、都市の建設・運営をゲーム内容とする、GNU General Public Licenseでライセンスされたフリーの箱庭ゲーム。タイトルは、オペレーティングシステムのLinuxと箱庭ゲームのSimCityとの合成語に由来する。

## 概要
Lincity は都市シミュレーションゲームであり、SimCity と近い発想のゲームであるが、ゲームの操作方法はシムシティとは異なる。プレイヤーは、適切な建造物・サービス・インフラストラクチャーに投資することで都市を発展させていく。クリア条件として以下の2通りが用意されており、クリアしたプレイヤーを称えるウェブページが Lincity 内に存在した。
1. 持続可能な開発ができる社会にする。
2. 人類が宇宙船で地球外に出て行く。

ゲーム中では、人口・雇用・基本的な水道や環境・資材・天然資源・教育や医療、消防・レジャーといった公共サービス・電気エネルギーや財政・交通などがシミュレートされている。

## LinCity-NG

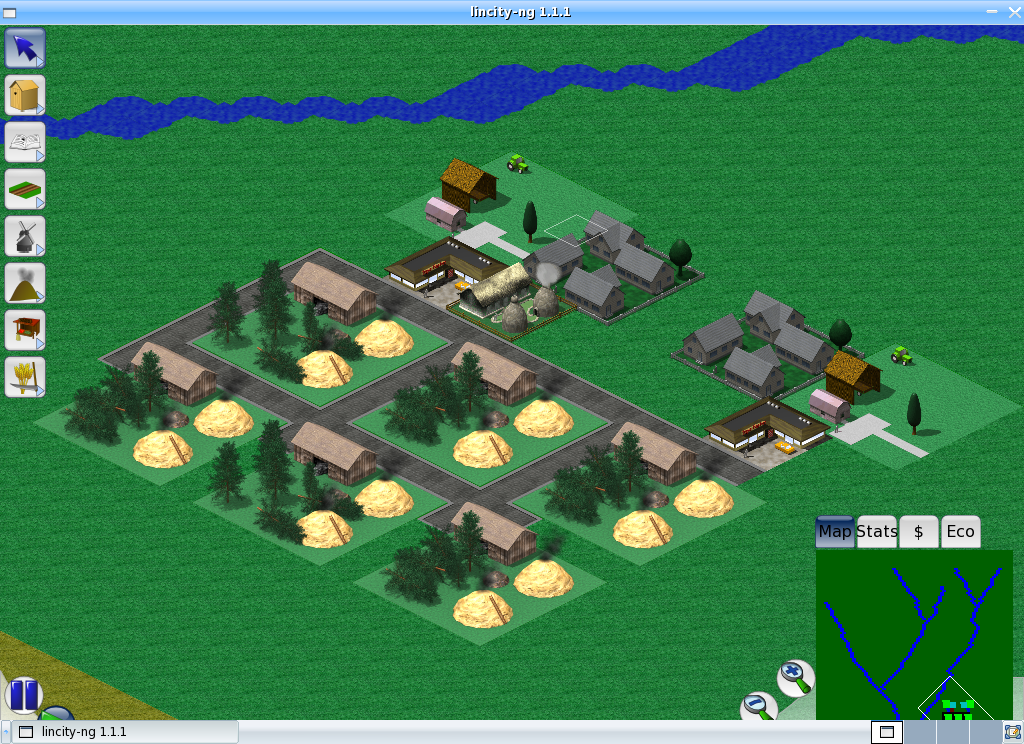
LinCity-NG のプレイ画面

グラフィックやサウンドを向上・発展させた、派生版として LinCity-NG が存在するが、開発者の時間の都合上、開発が滞っている。ゲームはGPL、素材は GPL に加えクリエイティブ・コモンズ 表示 - 継承 3.0 (CC BY-SA 3.0) とのデュアルライセンスでそれぞれライセンスされている。
描画にSDLやOpenGLを使っており、斜め上から見下ろしたような2.5次元として描画されている。